# Johanna von Wild

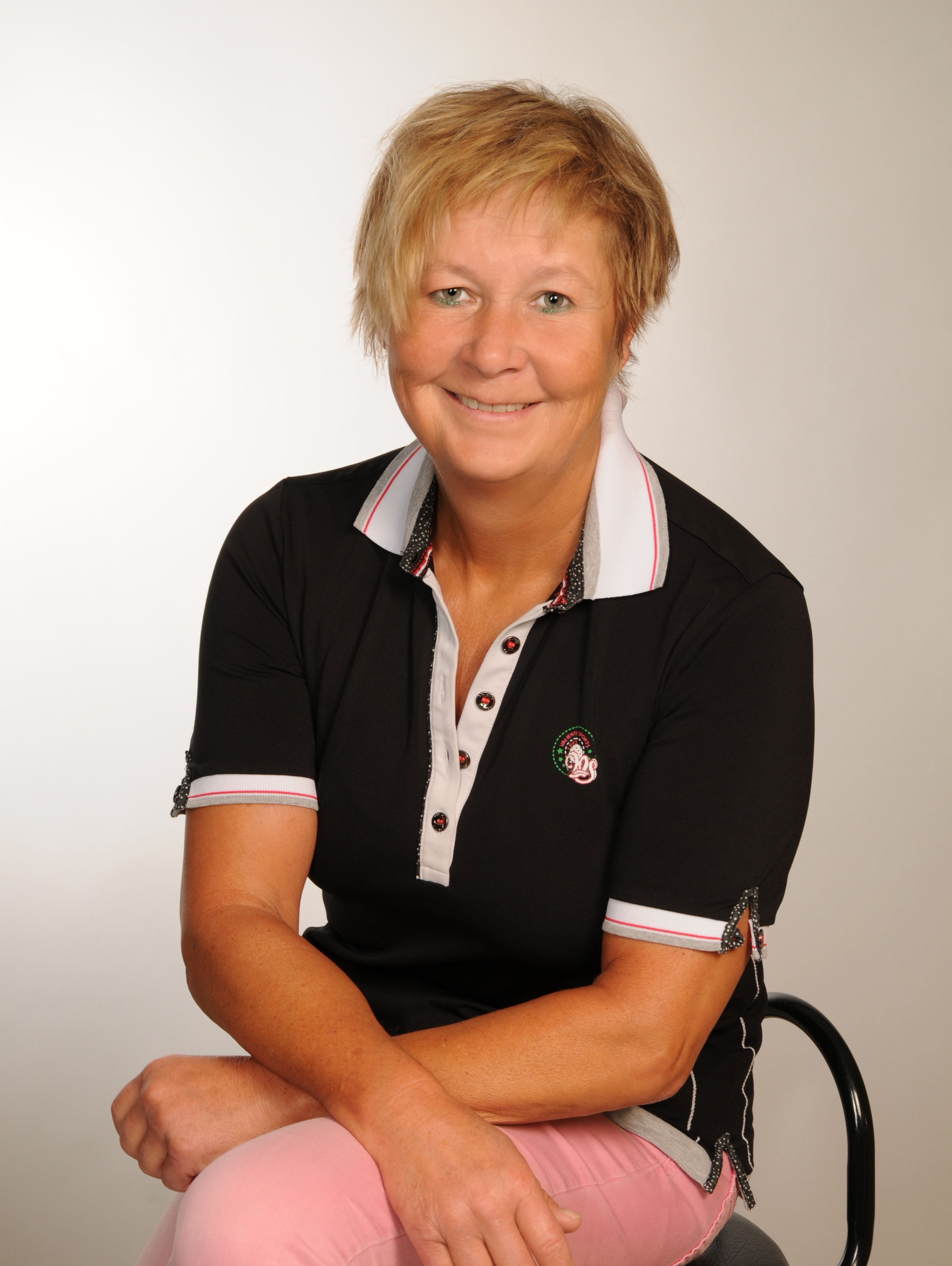
Autorenfoto

Johanna von Wild ist das Pseudonym der deutschen Schriftstellerin Biggi Rist (* 20. Oktober 1964 in Reutlingen).

## Leben
Biggi Rist schrieb bereits im Alter von sieben Jahren eigene Geschichten, wovon eine veröffentlicht wurde. Nach der Grundschule besuchte sie das Albert-Einstein-Gymnasium in Reutlingen und begann nach dem Schulabschluss eine Lehre zur Apothekenhelferin. Im Anschluss daran zog sie nach Isny/Allgäu, um sich an der Naturwissenschaftlich-technischen Akademie zur Pharmazeutisch-technischen Assistentin ausbilden zu lassen. Viele Jahre arbeitete sie in der Labordiagnostik und in der Forschung. Von 1993 bis 1995 lebte sie in Melbourne/Australien, nach ihrer Rückkehr wohnte sie für zehn Jahre in der Nähe von Tübingen und war im  Labor Enders  in Stuttgart angestellt, wo sie serologische und molekularbiologische Untersuchungen durchführte, bis sie ausschließlich die Befundinterpretation der Ergebnisse übernahm.
2005 zog sie nach Niedersachsen, wo sie heute in Lilienthal gemeinsam mit ihrem Mann lebt. Nach dem Umzug ließ sie sich am Deutschen Institut für Pferdeosteopathie (DIPO) in Dülmen zur Pferdephysiotherapeutin ausbilden und war bis 2012 freiberuflich tätig. 
2010 begann die Zusammenarbeit mit der Krimiautorin Liliane Skalecki unter ihrem Mädchennamen aus der sieben Kriminalromane entstanden sind. Nebenbei veröffentlichte sie fünf Kurzgeschichten in verschiedenen Anthologien, einen Beitrag für das Syndikatsdossier der Criminale in Marburg, sowie einen 100-Zeilen-Roman im Weser-Kurier. Inzwischen schreibt sie allein und hat das Genre gewechselt: Der erste historische Roman erschien im Februar 2019. Die Autorin ist Mitglied des Vereins Homer Historische Literatur e. V., des Literaturkontors Bremen und des Syndikats.

## Veröffentlichungen
Historische Romane
- Die Erleuchtung der Welt, Gmeiner-Verlag, 2019, ISBN 978-3839224281
- Der Getreue des Herzogs, Gmeiner Verlag, 2020, ISBN 978-3839226995     Nominiert für den Homerpreis 2021
- Der Pfeiler der Gerechtigkeit, Gmeiner Verlag 2021, ISBN 978-3839200124

Kriminalromane mit Liliane Skalecki
- Schwanensterben, Gmeiner Verlag, 2012, ISBN 978-3839212301
- Rotglut, Gmeiner Verlag, 2013, ISBN 978-3839214428
- Mordsgrimm, Gmeiner Verlag, 2014, ISBN 978-3839216156
- Rabenfraß, Gmeiner Verlag, 2016, ISBN 978-3839218327
- Frostkalt, Gmeiner Verlag, 2017, ISBN 978-3839221563
- Ausgerottet, Gmeiner Verlag, 2017, ISBN 978-3839220528
- Elitewahn, Gmeiner Verlag, 2018, ISBN 978-3839223093

Kurzgeschichten
- Farbe. Gerührt, nicht geschüttelt in Muse, Mord und Pinselstrich, Edition Falkenberg, 2014, ISBN 978-3954940486
- Two in one in Handwerk hat blutigen Boden, KBV-Verlag, 2016, ISBN 978-3954413249
- Pluckte Finken oder der Tod kommt nach dem Essen in Der Tod tischt auf,  Edition Falkenberg 2017, ISBN 978-3954941414
- Ein ganz besonderer Saft in Hexentrank und Halleluja, ProLibris, 2017, ISBN 978-3954751556
- Die Kugel rollt auch nach dem Tod in: Der Tod feiert mit. Edition Temmen, Bremen 2018, ISBN 978-3837870466

Syndikatsdossier
- Lasst Knochen sprechen in Tatzeuge – das Syndikatsdossier 2016, Gmeiner Verlag, 2017, ISBN 978-3839220542

Weser-Kurier
- Das Fernreiseziel in der Reihe 100-Zeilenroman, Weser-Kurier, 2017

Wissenschaftliche Publikationen
- Frequency of spontaneous abortion and premature birth after acute mumps infection in pregnancy. Enders M, Rist B, Enders G. Gynakol In: Geburtshilfliche Rundsch. 2005 Jan;45(1):39-43.
- Post-translational arginylation and intracellular proteolysis. Bohley P, Kopitz J, Adam G, Rist B, von Appen F, Urban S. In: Biomed Biochim Acta. 1991;50(4-6):343-346
- Post-translational arginylation of ornithine decarboxylase from rat hepatocytes. Kopitz J, Rist B, Bohley P. In: Biochem J. 1990 Apr 15;267(2):343-